# Montflours
Montflours is een gemeente in het Franse departement Mayenne (regio Pays de la Loire) en telt 204 inwoners (1999). De plaats maakt deel uit van het arrondissement Laval.

## Geografie
De oppervlakte van Montflours bedraagt 8,0 km², de bevolkingsdichtheid is 25,5 inwoners per km².

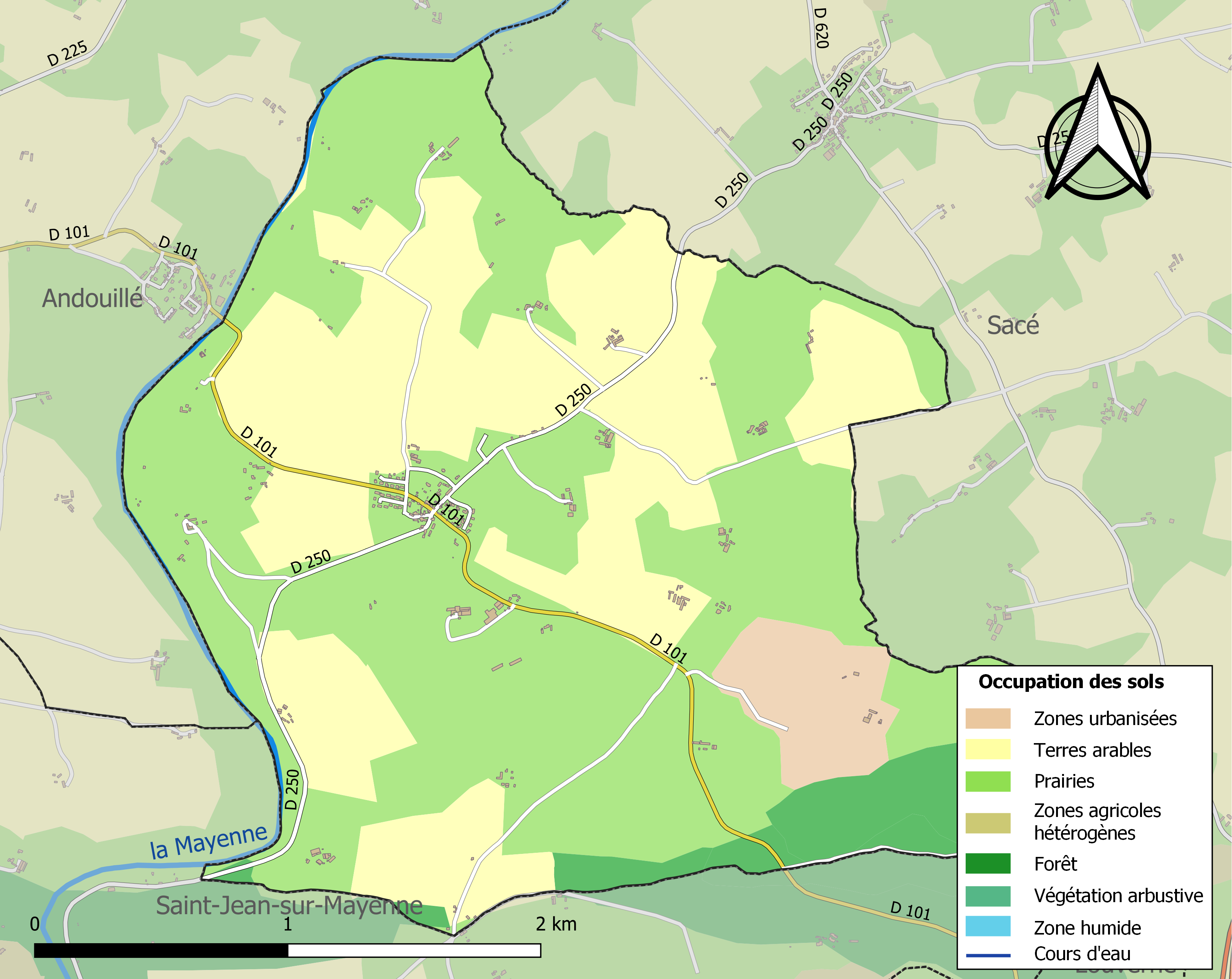
Kaart van de gemeente met de belangrijkste infrastructuur, bodemgebruik en omliggende gemeenten

## Demografie
Onderstaande figuur toont het verloop van het inwonertal (bron: INSEE-tellingen).

1. ↑  Populations de référence 2022.